# Krøller eller ej (sang)
 For alternative betydninger, se Krøller eller ej. (Se også artikler, som begynder med Krøller eller ej)
"Krøller eller ej" er en dansk sang sunget af Tommy Seebach og Debbie Cameron som vandt det Danske Melodi Grand Prix 1981, som senere deltog i Eurovision Song Contest 1981. Sangen kom på en 11. plads med 41 point.
Sangen optrådte som nummer 6 på aftenen.